# Małokateryniwka
Małokateryniwka (ukr. Малокатеринівка) – osiedle typu miejskiego na Ukrainie w rejonie zaporoskim obwodu zaporoskiego.

## Historia
Status osiedla typu miejskiego posiada od 1938.
W 1989 liczyła 3041 mieszkańców.
W 2013 liczyła 3466 mieszkańców.